# Melchor María de Avellaneda y Ceballos
Melchor María de Avellaneda y Ceballos (Llerena, 26 de agosto de 1744 - Málaga, 1801), fue el X marqués de Cropani, IV marqués de Valdecañas, V marqués de Torremayor y el IX conde de Peñón de la Vega hasta 1801.

## Biografía
Melchor María de Avellaneda y Ceballos nació en la localidad pacense de Llerena el 26 de agosto de 1744. Era hijo de Lope Gregorio de Avellaneda y Lucena y por lo tanto nieto de la princesa de Santo Mauro de Nápoles Leonor Petronila de Lucena y Veintimiglia. Su madre era María del Rosario de Ceballos y Fernández de Castro. Sus padres no ostentaron ningún título nobiliario.
Se desposó con Ana Fernández de Velasco y Ribera y fueron tres los hijos nacidos del matrimonio.
El 19 de noviembre de 1772, Melchor María ingresó como caballero en la Orden de Santiago, en la que llegaría a ser comendador de Dosbarrios.
Fue coronel de los Reales Ejércitos, sargento del regimiento militar de la villa de Montesa, alcaide perpetuo del castillo y fortaleza de Nerja y regidor perpetuo de Málaga.
En 1765 falleció su prima hermana María de las Mercedes de Avellaneda y del Castillo, propietaria de los marquesados de Valdecañas y de Torremayor, títulos que recaían sobre Melchor María debido a que la descendencia de María de las Mercedes no alcanzó la edad adulta y quedó sin sucesión.
A partir de ese momento se tituló IV marqués de Valdecañas y V marqués de Torremayor. Como miembro de la Orden de Santiago pudo acceder en 1777 al cargo de gobernador del partido del Campo de Montiel hasta 1787.
Su primo hermano Francisco del Castillo y Horcasitas realizó testamento a su favor y cuando falleció en 1798, Melchor María se convirtió en el X marqués de Cropani y IX conde de Peñón de la Vega. Pero tan solo pudo ostentar durante tres años estos últimos títulos heredados, ya que falleció en 1801.
Los dos hijos varones de Melchor María fallecieron en la infancia, por lo que quedó como sucesora su hija Valentina de Avellaneda y Fernández de Velasco.

## Matrimonio y descendencia
Del matrimonio de Melchor María con Ana Fernández de Velasco y Ribera nacieron tres hijos:
- Pedro de Avellaneda y Fernández de Velasco, heredero fallecido

- Simón de Avellaneda y Fernández de Velasco, heredero fallecido

- Valentina de Avellaneda y Fernández de Velasco XI marquesa de Cropani, V marquesa de Valdecañas, VI marquesa de Torremayor y X condesa de Peñón de la Vega

| Predecesor: Francisco del Castillo y Horcasitas                | Marqués de Cropani 1798-1801        | Sucesor: Valentina de Avellaneda y Fernández de Velasco |
| Predecesor: María de las Mercedes de Avellaneda y del Castillo | Marqués de Valdecañas 1765-1801--]] | Sucesor: Valentina de Avellaneda y Fernández de Velasco |
| Predecesor: María de las Mercedes de Avellaneda y del Castillo | Marqués de Torremayor 1765 – 1801   | Sucesor: Valentina de Avellaneda y Fernández de Velasco |
| Predecesor: Francisco del Castillo y Horcasitas                | Conde de Peñón de la Vega 1798-1801 | Sucesor: Valentina de Avellaneda y Fernández de Velasco |

- Datos: Q6009452